# Segunda División de México 2024-25
La Temporada 2024-25 de la Liga Premier fue la LXXV temporada de la Segunda División de México.

## Temporada 2024-25 Serie A
La temporada 2024-25 de la Serie A se compone de los torneos torneos 51.º y 52.º de la competencia correspondiente a la LXXV temporada de la categoría. Este certamen es disputado por 36 equipos.

### Cambios
Antes de iniciar el Torneo Apertura 2024
- A partir de esta temporada se reintrodujo el sistema de dos torneos cortos por temporada.[1]
- Aguacateros CDU ascendió como campeón de la Serie B.[2]
- Acatlán F.C., Faraones de Texcoco y Tigres de Álica fueron ascendidos desde la Tercera División.[3][4]
- Tampico Madero ascendió a la Liga de Expansión MX tras ser certificado por las autoridades del circuito de plata del fútbol mexicano.[5]
- Agricultores F.C. y Tapachula Soconusco F.C. entraron en la liga como equipos de expansión.[6][7]
- Cimarrones de Sonora "B" se convirtió en Cimarrones de Sonora tras la venta de la franquicia que el equipo tenía en la Liga de Expansión.[8]
- Cafetaleros de Chiapas desapareció tras la entrada de Jaguares de Chiapas en esta categoría, ya que el equipo felino no fue aceptado en la categoría de plata tras comprar la franquicia de Cimarrones de Sonora, en consecuencia la directiva del club decidió buscar llegar a esa división a través del ascenso deportivo.[9]
- Racing Porto Palmeiras fue renombrado Racing de Veracruz.[10]
- Escorpiones Zacatepec fue renombrado Zacatepec F.C.[11]
- Halcones de Zapopan cambió de propietarios, su nombre fue modificado a Halcones Fútbol Club y el equipo fue trasladado a Querétaro.[12]
- Los equipos Avispones de Chilpancingo y Deportivo Zitácuaro se integraron en la Serie A tras superar el proceso de certificación financiera y deportiva.[13][14]
- Club Calor fue recolocado en la Serie B de México.
- Los equipos C.F. Reynosa, Coras F.C. y Saltillo F.C. no tomaron parte de este año futbolístico.

Durante el Torneo Apertura 2024
- A partir de la jornada 5 el club Petroleros de Salamanca estableció como su sede el Estadio El Molinito, debido a que el equipo no consiguió que los dueños del Estadio Olímpico sección 24 renovaran el permiso para seguir utilizando ese recinto,[15]por lo que el equipo se vio obligado a sus primeros dos partidos como local en el estadio ubicado en la sede de la Femexfut, localizado en Toluca, Estado de México mientras el club conseguía el permiso para jugar en el otro estadio salmantino.[16]
- A partir de la jornada 5 el Acatlán Fútbol Club cambió su sede a la Unidad Deportiva Gustavo Díaz Ordaz, localizada en Arandas, Jalisco debido a que el Estadio Miguel Hidalgo de Zapotlanejo, el cual había sido registrado la cancha local del club, fue afectado por el temporal de lluvias ocurrido en el país.[17]

Antes de iniciar el Torneo Clausura 2025
- El Zacatepec F.C. cambió de sede debido a la llegada del Atlante Fútbol Club a su localidad de origen, el equipo se trasladó al Estadio Mariano Matamoros de Xochitepec, Morelos.[18]
- El Agricultores F.C. cambió de sede dejando Guasave, Sinaloa para pasar a jugar en Ensenada, Baja California debido a los problemas de seguridad presentados en el estado de Sinaloa.[19]

### Equipos participantes
Lista de equipos participantes para la temporada 2024-25, dada conocer el 24 de julio de 2024.

#### Grupo 1
| Equipo               | Entrenador         | Ciudad                         | Fundación      | Estadio                             | Capacidad | Filial               |
| -------------------- | ------------------ | ------------------------------ | -------------- | ----------------------------------- | --------- | -------------------- |
| Agricultores F.C.    | Paolo Serrato      | Ensenada, Baja California      | 2024 (1 años)  | U.D. Raúl Ramírez Lozano            | 7 600     |                      |
| Cimarrones de Sonora | Valentín Arredondo | Hermosillo, Sonora             | 2013 (11 años) | Héroe de Nacozari                   | 18 747    |                      |
| Durango              | Gastón Obledo      | Durango, Durango               | 1997 (28 años) | Francisco Zarco                     | 18 000    |                      |
| Leones Negros "B"    | Ricardo Jiménez    | Zapopan, Jalisco               | 2013 (11 años) | Club Deportivo U. de G.             | 3 000     | Leones Negros UDG    |
| Los Cabos United     | Edson Alvarado     | Los Cabos, Baja California Sur | 2022 (3 años)  | Complejo Deportivo Don Koll         | 3 500     |                      |
| Mexicali F.C.        | Omar Ramírez       | Mexicali, Baja California      | 2022 (3 años)  | Ciudad Deportiva Mexicali           | 5 000     |                      |
| Mineros de Fresnillo | Isaac Martínez     | Fresnillo, Zacatecas           | 2007 (18 años) | Minera Fresnillo                    | 6 000     | Mineros de Zacatecas |
| Real Apodaca         | Omar Gómez         | Apodaca, Nuevo León            | 2023 (1 años)  | Centenario del Ejército Mexicano    | 2 000     |                      |
| Tecos                | Jorge Hernández    | Zapopan, Jalisco               | 1971 (53 años) | Tres de Marzo                       | 18 779    |                      |
| Tigres de Álica      | Hugo López         | Tepic, Nayarit                 | 2021 (3 años)  | Nicolás Álvarez Ortega              | 12 495    |                      |
| Tritones Vallarta    | Juan Pablo Alfaro  | Puerto Vallarta, Jalisco       | 2021 (3 años)  | Ciudad Deportiva San José del Valle | 4 000     |                      |
| UAZ                  | Rubén Hernández    | Zacatecas, Zacatecas           | 1990 (35 años) | Carlos Vega Villalba                | 20 737    |                      |

#### Grupo 2
| Equipo                  | Entrenador         | Ciudad                      | Fundación       | Estadio                               | Capacidad | Filial           |
| ----------------------- | ------------------ | --------------------------- | --------------- | ------------------------------------- | --------- | ---------------- |
| Aguacateros CDU         | Edgar Tolentino    | Uruapan, Michoacán          | 2018 (6 años)   | Unidad Deportiva Hermanos López Rayón | 5 000     | Atlético Morelia |
| Aguacateros de Peribán  | Marco Angulo       | Peribán, Michoacán          | 2020 (4 años)   | Municipal de Peribán                  | 3 000     |                  |
| Colima F.C.             | Sergio Bueno       | Colima, Colima              | 2020 (5 años)   | Colima                                | 12 000    |                  |
| Gavilanes               | Raúl Salazar       | Matamoros, Tamaulipas       | 2011 (13 años)  | El Hogar                              | 22 000    |                  |
| Halcones F.C.           | José Roberto Muñoz | Querétaro, Querétaro        | 2020 (4 años)   | Olímpico Alameda                      | 4 600     |                  |
| Irapuato                | Víctor Medina      | Irapuato, Guanajuato        | 1911 (114 años) | Sergio León Chávez                    | 25 000    |                  |
| La Piedad               | Arturo Espinoza    | La Piedad, Michoacán        | 1951 (73 años)  | Juan N. López                         | 13 356    |                  |
| Lobos ULMX              | Aquivaldo Mosquera | Celaya, Guanajuato          | 2021 (4 años)   | Miguel Alemán Valdés                  | 23 182    | Celaya F. C.     |
| Petroleros de Salamanca | Josué Garza        | Salamanca, Guanajuato       | 1959 (66 años)  | El Molinito                           | 2 500     |                  |
| Sporting Canamy         | Francisco Tena     | Oaxtepec, Morelos           | 2003 (21 años)  | Centro Vacacional IMSS                | 9 000     |                  |
| UAT                     | Jorge Dimas        | Ciudad Victoria, Tamaulipas | 1995 (30 años)  | Prof. Eugenio Alvizo Porras           | 5 000     | Correcaminos UAT |
| Zacatepec               | Alfredo González   | Xochitepec, Morelos         | 1948 (77 años)  | Mariano Matamoros                     | 18 000    |                  |

#### Grupo 3
| Equipo                   | Entrenador          | Ciudad                         | Fundación      | Estadio                       | Capacidad |
| ------------------------ | ------------------- | ------------------------------ | -------------- | ----------------------------- | --------- |
| Acatlán F.C.             | Pedro Ramírez       | Arandas, Jalisco               | 2016 (8 años)  | U.D. Gustavo Díaz Ordaz       | 2 000     |
| Atlético Aragón          | Juan Pablo García   | Cuautitlán, Estado de México   | 2016 (9 años)  | Los Pinos                     | 5 000     |
| C.D. Chilpancingo        | Sebastián Lencina   | Chilpancingo, Guerrero         | 1988 (37 años) | General Vicente Guerrero      | 5 000     |
| Deportiva Venados        | Alfredo García      | Tamanché, Yucatán              | 2014 (10 años) | Alonso Diego Molina           | 2 500     |
| Faraones de Texcoco      | Francisco Cisneros  | Texcoco, Estado de México      | 2017 (7 años)  | Municipal Claudio Suárez      | 5 000     |
| Inter Playa              | Nicolás Burtovoy    | Playa del Carmen, Quintana Roo | 1999 (26 años) | Mario Villanueva Madrid       | 7 500     |
| Jaguares F.C.            | Alfredo Durán       | Tuxtla Gutiérrez, Chiapas      | 2002 (22 años) | Víctor Manuel Reyna           | 29 001    |
| Montañeses               | Andrés Garza        | Orizaba, Veracruz              | 2021 (3 años)  | Socum                         | 7 000     |
| Pioneros de Cancún       | Víctor Téllez       | Cancún, Quintana Roo           | 1984 (41 años) | Cancún 86                     | 6 390     |
| Racing de Veracruz       | Guillermo Marín     | Boca del Río, Veracruz         | 2023 (1 años)  | Unidad Deportiva Hugo Sánchez | 2 500     |
| Tapachula Soconusco F.C. | Carlos Gómez        | Tapachula, Chiapas             | 2023 (1 años)  | Olímpico de Tapachula         | 21 010    |
| Zitácuaro                | Mario Alberto Trejo | Heroica Zitácuaro, Michoacán   | 1995 (30 años) | Ignacio López Rayón           | 10 000    |

## Temporada 2024-25 Serie B
La temporada 2024-25 de la Serie B se compone de los torneos torneos 51.º y 52.º de la competencia correspondiente a la LXXV temporada de la categoría. Este certamen es disputado por 13 equipos.

### Cambios
Antes de iniciar el Torneo Apertura 2024
- A partir de esta temporada se reintrodujo el sistema de dos torneos cortos por temporada.[1]
- Aguacateros CDU ascendió a la Serie A como campeón de la Serie B.[2]
- Los equipos Avispones de Chilpancingo y Deportivo Zitácuaro se integraron en la Serie A tras superar el proceso de certificación financiera y deportiva.[13][14]
- Cañoneros Fútbol Club cambió de sede, abandonando la Ciudad de México para pasar a jugar en Xalapa, Veracruz.[24]
- Club Calor regresó a la Serie B tras un año en Serie A,[25] además el equipo cambió de sede a San Juan de los Lagos, Jalisco.[26]
- Real Zamora entró en la liga tras la salida del Inter de Querétaro de la Liga Premier.
- Cordobés F.C. ingresó en la liga como equipo de expansión.[27]
- Chilangos Fútbol Club y Deportivo Dongu no tomaron parte del torneo en este año futbolístico.

Durante el Torneo Apertura 2024
- A partir de la jornada 8 el Santiago Fútbol Club cambió su sede pasando a jugar en el municipio de Allende, Nuevo León.[28]

Durante el Torneo Clausura 2025
- A partir de la jornada 7 del torneo el club Real Zamora cambió de sede, el equipo abandonó La Piedad, Michoacán para pasar a jugar en las instalaciones de la Federación Mexicana de Fútbol, ubicadas en Toluca, Estado de México.[29]
- A partir de la jornada 9 el club Caja Oblatos CFD cambió de sede debido a obras de mejora en su estadio original, en consecuencia el equipo dejó su localía en Zapotlanejo para pasar a jugar en Tonalá, Jalisco.[30]

### Equipos participantes
| Equipo                 | Entrenador          | Ciudad                               | Fundación      | Estadio                            | Capacidad | Filial       |
| ---------------------- | ------------------- | ------------------------------------ | -------------- | ---------------------------------- | --------- | ------------ |
| Artesanos Metepec F.C. | Juan Carlos Pedroza | Metepec, Estado de México            | 2022 (2 años)  | U.D. Alarcón Hisojo "La Hortaliza" | 2 000     |              |
| Atlético Pachuca       | Fausto Pinto        | Atitalaquia, Hidalgo                 | 2021 (4 años)  | Municipal de Atitalaquia           | 3 000     | C.F. Pachuca |
| Ayense                 | Ismael Ávila        | Ayotlán, Jalisco                     | 1988 (36 años) | Chino Rivas                        | 4 000     |              |
| Caja Oblatos           | Sebastián Rivera    | Tonalá, Jalisco                      | 2019 (5 años)  | U.D. Revolución Mexicana           | 3 000     |              |
| Calor                  | Víctor Gómez        | San Juan de los Lagos, Jalisco       | 2001 (23 años) | Antonio R. Márquez                 | 1 000     |              |
| Cañoneros              | Carlos Cazarín      | Xalapa, Veracruz                     | 2012 (13 años) | Antonio M. Quirasco                | 2 000     |              |
| CDM F.C.               | Emmanuel Sánchez    | Ciudad de México                     | 2021 (3 años)  | Valentín González                  | 5 000     |              |
| Ciervos F.C.           | Arturo Viche        | Chalco, Estado de México             | 2017 (7 años)  | Roberto González Velasquez         | 3 217     |              |
| Cordobés F.C.          | Francisco Flores    | Huixquilucan, Estado de México       | 2022 (2 años)  | Alberto Pérez Navarro              | 3 000     |              |
| Huracanes Izcalli      | José Julio Huerta   | Cuautitlán Izcalli, Estado de México | 2021 (4 años)  | Los Pinos                          | 5 000     |              |
| C.D. Poza Rica         | Enrique Escudero    | Poza Rica, Veracruz                  | 1950 (75 años) | Heriberto Jara Corona              | 10 000    |              |
| Real Zamora            | Edgar Martínez      | Toluca, Estado de México             | 2009 (15 años) | Instalaciones FMF                  | 1 000     |              |
| Santiago F.C.          | Martín Moreno       | Santiago, Nuevo León                 | 2017 (7 años)  | La Capilla Soccer Park             | 1 000     |              |

## Final por el ascenso a la Liga de Expansión MX
La Final de Ascenso, también llamada Campeón de Campeones de la Serie A, deberá llevarse a cabo en dos encuentros, en una serie a partido de ida y un partido de vuelta que enfrentará a los campeones de los torneos Apertura 2024 y Clausura 2025. 
El ganador de la eliminatoria conseguirá el derecho a recibir una auditoría para conseguir una plaza en la Liga de Expansión MX, por lo que podría ascender de categoría en caso de aprobar los requisitos establecidos por el circuito de plata del fútbol mexicano.

### Final - Ida
| 1     | Guardameta     | Gerardo Magaña     |     |
| 2     | Defensa        | Jorge Gaytán       |     |
| 14    | Defensa        | Luis Galicia       |     |
| 20    | Defensa        | Manlio Rivera      | 89' |
| 7     | Centrocampista | Jayson Sosa        | 54' |
| 19    | Centrocampista | César Santana      | 54' |
| 22    | Centrocampista | Diego Magaña       | 89' |
| 35    | Centrocampista | Jassiel Ruiz       |     |
| 36    | Centrocampista | Alan Pérez         |     |
| 15    | Delantero      | Juan Román Pucheta |     |
| 32    | Delantero      | Iván Hernández     | 85' |
| D. T. | D. T.          | Víctor Medina      |     |

| 1     | Guardameta     | Jaime Patiño     |     |
| 3     | Defensa        | Antonio Martínez |     |
| 4     | Defensa        | Jair Cerda       |     |
| 5     | Defensa        | Daniel Barajas   |     |
| 19    | Defensa        | Oscar Arredondo  | 71' |
| 6     | Centrocampista | Héctor González  |     |
| 8     | Centrocampista | Alejandro Zamora |     |
| 10    | Centrocampista | Joel Gómez       | 61' |
| 11    | Centrocampista | Jocsan Landa     | 83' |
| 14    | Centrocampista | Edson Padilla    |     |
| 9     | Delantero      | David García     | 83' |
| D. T. | D. T.          | Marco Angulo     |     |

| 9  | Delantero      | Álvaro Vidales  | 54' |
| 10 | Centrocampista | Edwin Cerna     | 54' |
| 21 | Centrocampista | Jesús Jiménez   | 85' |
| 5  | Defensa        | Víctor Reyes    | 89' |
| 17 | Centrocampista | Ignacio Morales | 89' |

| 27 | Centrocampista | Cristóbal Méndez | 61' |
| 2  | Defensa        | Sebastián Madrid | 71' |
| 18 | Centrocampista | Fernando Vázquez | 83' |
| 20 | Centrocampista | Prince Rodríguez | 83' |

| 6' | Iván Hernández | 1:0 |

| 19' | David García | 1:1 |

| 29' · 90' · 90' | Juan Román Pucheta Víctor Reyes Gerardo Magaña |

| 36' · 44' · 67' · 72' · 75' | Daniel Barajas David García Héctor González Jaime Patiño Alejandro Zamora |

| 90' | Alejandro Zamora |

| Principal  | Yoel Guzmán Hernández          |
| Asistentes | Adán Alejandro Quirarte Rábago |
|            | Raúl Cardoso Dotor             |
| Cuarto     | Edwin Eduardo Morfín Verduzco  |

| 1     | Guardameta     | Gerardo Magaña     |     |
| 2     | Defensa        | Jorge Gaytán       |     |
| 14    | Defensa        | Luis Galicia       |     |
| 20    | Defensa        | Manlio Rivera      | 89' |
| 7     | Centrocampista | Jayson Sosa        | 54' |
| 19    | Centrocampista | César Santana      | 54' |
| 22    | Centrocampista | Diego Magaña       | 89' |
| 35    | Centrocampista | Jassiel Ruiz       |     |
| 36    | Centrocampista | Alan Pérez         |     |
| 15    | Delantero      | Juan Román Pucheta |     |
| 32    | Delantero      | Iván Hernández     | 85' |
| D. T. | D. T.          | Víctor Medina      |     |

| 1     | Guardameta     | Jaime Patiño     |     |
| 3     | Defensa        | Antonio Martínez |     |
| 4     | Defensa        | Jair Cerda       |     |
| 5     | Defensa        | Daniel Barajas   |     |
| 19    | Defensa        | Oscar Arredondo  | 71' |
| 6     | Centrocampista | Héctor González  |     |
| 8     | Centrocampista | Alejandro Zamora |     |
| 10    | Centrocampista | Joel Gómez       | 61' |
| 11    | Centrocampista | Jocsan Landa     | 83' |
| 14    | Centrocampista | Edson Padilla    |     |
| 9     | Delantero      | David García     | 83' |
| D. T. | D. T.          | Marco Angulo     |     |

| 9  | Delantero      | Álvaro Vidales  | 54' |
| 10 | Centrocampista | Edwin Cerna     | 54' |
| 21 | Centrocampista | Jesús Jiménez   | 85' |
| 5  | Defensa        | Víctor Reyes    | 89' |
| 17 | Centrocampista | Ignacio Morales | 89' |

| 27 | Centrocampista | Cristóbal Méndez | 61' |
| 2  | Defensa        | Sebastián Madrid | 71' |
| 18 | Centrocampista | Fernando Vázquez | 83' |
| 20 | Centrocampista | Prince Rodríguez | 83' |

| 6' | Iván Hernández | 1:0 |

| 19' | David García | 1:1 |

| 29' · 90' · 90' | Juan Román Pucheta Víctor Reyes Gerardo Magaña |

| 36' · 44' · 67' · 72' · 75' | Daniel Barajas David García Héctor González Jaime Patiño Alejandro Zamora |

| 90' | Alejandro Zamora |

| Principal  | Yoel Guzmán Hernández          |
| Asistentes | Adán Alejandro Quirarte Rábago |
|            | Raúl Cardoso Dotor             |
| Cuarto     | Edwin Eduardo Morfín Verduzco  |

| 1     | Guardameta     | Gerardo Magaña     |     |
| 2     | Defensa        | Jorge Gaytán       |     |
| 14    | Defensa        | Luis Galicia       |     |
| 20    | Defensa        | Manlio Rivera      | 89' |
| 7     | Centrocampista | Jayson Sosa        | 54' |
| 19    | Centrocampista | César Santana      | 54' |
| 22    | Centrocampista | Diego Magaña       | 89' |
| 35    | Centrocampista | Jassiel Ruiz       |     |
| 36    | Centrocampista | Alan Pérez         |     |
| 15    | Delantero      | Juan Román Pucheta |     |
| 32    | Delantero      | Iván Hernández     | 85' |
| D. T. | D. T.          | Víctor Medina      |     |

| 1     | Guardameta     | Jaime Patiño     |     |
| 3     | Defensa        | Antonio Martínez |     |
| 4     | Defensa        | Jair Cerda       |     |
| 5     | Defensa        | Daniel Barajas   |     |
| 19    | Defensa        | Oscar Arredondo  | 71' |
| 6     | Centrocampista | Héctor González  |     |
| 8     | Centrocampista | Alejandro Zamora |     |
| 10    | Centrocampista | Joel Gómez       | 61' |
| 11    | Centrocampista | Jocsan Landa     | 83' |
| 14    | Centrocampista | Edson Padilla    |     |
| 9     | Delantero      | David García     | 83' |
| D. T. | D. T.          | Marco Angulo     |     |

| 9  | Delantero      | Álvaro Vidales  | 54' |
| 10 | Centrocampista | Edwin Cerna     | 54' |
| 21 | Centrocampista | Jesús Jiménez   | 85' |
| 5  | Defensa        | Víctor Reyes    | 89' |
| 17 | Centrocampista | Ignacio Morales | 89' |

| 27 | Centrocampista | Cristóbal Méndez | 61' |
| 2  | Defensa        | Sebastián Madrid | 71' |
| 18 | Centrocampista | Fernando Vázquez | 83' |
| 20 | Centrocampista | Prince Rodríguez | 83' |

| 6' | Iván Hernández | 1:0 |

| 19' | David García | 1:1 |

| 29' · 90' · 90' | Juan Román Pucheta Víctor Reyes Gerardo Magaña |

| 36' · 44' · 67' · 72' · 75' | Daniel Barajas David García Héctor González Jaime Patiño Alejandro Zamora |

| 90' | Alejandro Zamora |

| Principal  | Yoel Guzmán Hernández          |
| Asistentes | Adán Alejandro Quirarte Rábago |
|            | Raúl Cardoso Dotor             |
| Cuarto     | Edwin Eduardo Morfín Verduzco  |

| 1     | Guardameta     | Gerardo Magaña     |     |
| 2     | Defensa        | Jorge Gaytán       |     |
| 14    | Defensa        | Luis Galicia       |     |
| 20    | Defensa        | Manlio Rivera      | 89' |
| 7     | Centrocampista | Jayson Sosa        | 54' |
| 19    | Centrocampista | César Santana      | 54' |
| 22    | Centrocampista | Diego Magaña       | 89' |
| 35    | Centrocampista | Jassiel Ruiz       |     |
| 36    | Centrocampista | Alan Pérez         |     |
| 15    | Delantero      | Juan Román Pucheta |     |
| 32    | Delantero      | Iván Hernández     | 85' |
| D. T. | D. T.          | Víctor Medina      |     |

| 1     | Guardameta     | Jaime Patiño     |     |
| 3     | Defensa        | Antonio Martínez |     |
| 4     | Defensa        | Jair Cerda       |     |
| 5     | Defensa        | Daniel Barajas   |     |
| 19    | Defensa        | Oscar Arredondo  | 71' |
| 6     | Centrocampista | Héctor González  |     |
| 8     | Centrocampista | Alejandro Zamora |     |
| 10    | Centrocampista | Joel Gómez       | 61' |
| 11    | Centrocampista | Jocsan Landa     | 83' |
| 14    | Centrocampista | Edson Padilla    |     |
| 9     | Delantero      | David García     | 83' |
| D. T. | D. T.          | Marco Angulo     |     |

| 9  | Delantero      | Álvaro Vidales  | 54' |
| 10 | Centrocampista | Edwin Cerna     | 54' |
| 21 | Centrocampista | Jesús Jiménez   | 85' |
| 5  | Defensa        | Víctor Reyes    | 89' |
| 17 | Centrocampista | Ignacio Morales | 89' |

| 27 | Centrocampista | Cristóbal Méndez | 61' |
| 2  | Defensa        | Sebastián Madrid | 71' |
| 18 | Centrocampista | Fernando Vázquez | 83' |
| 20 | Centrocampista | Prince Rodríguez | 83' |

| 6' | Iván Hernández | 1:0 |

| 19' | David García | 1:1 |

| 29' · 90' · 90' | Juan Román Pucheta Víctor Reyes Gerardo Magaña |

| 36' · 44' · 67' · 72' · 75' | Daniel Barajas David García Héctor González Jaime Patiño Alejandro Zamora |

| 90' | Alejandro Zamora |

| Principal  | Yoel Guzmán Hernández          |
| Asistentes | Adán Alejandro Quirarte Rábago |
|            | Raúl Cardoso Dotor             |
| Cuarto     | Edwin Eduardo Morfín Verduzco  |

### Final - Vuelta
| 1     | Guardameta     | Jaime Patiño     |      |
| 2     | Defensa        | Sebastián Madrid |      |
| 3     | Defensa        | Antonio Martínez |      |
| 4     | Defensa        | Jair Cerda       |      |
| 5     | Defensa        | Daniel Barajas   |      |
| 19    | Defensa        | Oscar Arredondo  |      |
| 10    | Centrocampista | Joel Gómez       | 89'  |
| 11    | Centrocampista | Jocsan Landa     | 105' |
| 14    | Centrocampista | Edson Padilla    |      |
| 27    | Centrocampista | Cristóbal Méndez | 78'  |
| 9     | Delantero      | David García     |      |
| D. T. | D. T.          | Marco Angulo     |      |

| 1     | Guardameta     | Gerardo Magaña     |     |
| 2     | Defensa        | Jorge Gaytán       | 89' |
| 5     | Defensa        | Víctor Reyes       | 89' |
| 14    | Defensa        | Luis Galicia       |     |
| 20    | Defensa        | Manlio Rivera      | 73' |
| 17    | Centrocampista | Ignacio Morales    | 73' |
| 22    | Centrocampista | Diego Magaña       |     |
| 35    | Centrocampista | Jassiel Ruiz       |     |
| 36    | Centrocampista | Alan Pérez         |     |
| 15    | Delantero      | Juan Román Pucheta |     |
| 32    | Delantero      | Iván Hernández     | 57' |
| D. T. | D. T.          | Víctor Medina      |     |

| 7  | Centrocampista | Jovanni Huerta    | 78'  |
| 13 | Defensa        | Alberto Rodríguez | 89'  |
| 20 | Centrocampista | Prince Rodríguez  | 105' |

| 19 | Centrocampista | César Santana   | 57' |
| 10 | Centrocampista | Edwin Cerna     | 73' |
| 21 | Centrocampista | Jesús Jiménez   | 73' |
| 23 | Defensa        | Edgar Hernández | 89' |
| 11 | Delantero      | Jorge Lumbreras | 89' |

| 86' | David García | 1:0 |

| 90' | Luis Galicia | 1:1 |

| Acierto de penal · Acierto de penal · Acierto de penal · Acierto de penal · Acierto de penal | David García Antonio Martínez Alberto Rodríguez Oscar Arredondo Jovanni Huerta | 1:0 2:1 3:2 4:3 5:3 |

| Acierto de penal · Acierto de penal · Acierto de penal · Fallo de penal | Jassiel Ruiz Juan Román Pucheta Edwin Cerna César Santana | 1:1 2:2 3:3 4:3 |

| 56' · 87' | David García Jocsan Landa |

| 25' · 47' · 98' · 104' | Jassiel Ruiz Víctor Reyes Alan Pérez Jesús Jiménez |

| 90' | Jair Cerda |

| Principal  | Fernando Alexis Portillo Botello |
| Asistentes | Jorge Abel Quintero Molina       |
|            | José Guadalupe Gaspar Badillo    |
| Cuarto     | Brian Jair Jiménez Morales       |

| 1     | Guardameta     | Jaime Patiño     |      |
| 2     | Defensa        | Sebastián Madrid |      |
| 3     | Defensa        | Antonio Martínez |      |
| 4     | Defensa        | Jair Cerda       |      |
| 5     | Defensa        | Daniel Barajas   |      |
| 19    | Defensa        | Oscar Arredondo  |      |
| 10    | Centrocampista | Joel Gómez       | 89'  |
| 11    | Centrocampista | Jocsan Landa     | 105' |
| 14    | Centrocampista | Edson Padilla    |      |
| 27    | Centrocampista | Cristóbal Méndez | 78'  |
| 9     | Delantero      | David García     |      |
| D. T. | D. T.          | Marco Angulo     |      |

| 1     | Guardameta     | Gerardo Magaña     |     |
| 2     | Defensa        | Jorge Gaytán       | 89' |
| 5     | Defensa        | Víctor Reyes       | 89' |
| 14    | Defensa        | Luis Galicia       |     |
| 20    | Defensa        | Manlio Rivera      | 73' |
| 17    | Centrocampista | Ignacio Morales    | 73' |
| 22    | Centrocampista | Diego Magaña       |     |
| 35    | Centrocampista | Jassiel Ruiz       |     |
| 36    | Centrocampista | Alan Pérez         |     |
| 15    | Delantero      | Juan Román Pucheta |     |
| 32    | Delantero      | Iván Hernández     | 57' |
| D. T. | D. T.          | Víctor Medina      |     |

| 7  | Centrocampista | Jovanni Huerta    | 78'  |
| 13 | Defensa        | Alberto Rodríguez | 89'  |
| 20 | Centrocampista | Prince Rodríguez  | 105' |

| 19 | Centrocampista | César Santana   | 57' |
| 10 | Centrocampista | Edwin Cerna     | 73' |
| 21 | Centrocampista | Jesús Jiménez   | 73' |
| 23 | Defensa        | Edgar Hernández | 89' |
| 11 | Delantero      | Jorge Lumbreras | 89' |

| 86' | David García | 1:0 |

| 90' | Luis Galicia | 1:1 |

| Acierto de penal · Acierto de penal · Acierto de penal · Acierto de penal · Acierto de penal | David García Antonio Martínez Alberto Rodríguez Oscar Arredondo Jovanni Huerta | 1:0 2:1 3:2 4:3 5:3 |

| Acierto de penal · Acierto de penal · Acierto de penal · Fallo de penal | Jassiel Ruiz Juan Román Pucheta Edwin Cerna César Santana | 1:1 2:2 3:3 4:3 |

| 56' · 87' | David García Jocsan Landa |

| 25' · 47' · 98' · 104' | Jassiel Ruiz Víctor Reyes Alan Pérez Jesús Jiménez |

| 90' | Jair Cerda |

| Principal  | Fernando Alexis Portillo Botello |
| Asistentes | Jorge Abel Quintero Molina       |
|            | José Guadalupe Gaspar Badillo    |
| Cuarto     | Brian Jair Jiménez Morales       |

| 1     | Guardameta     | Jaime Patiño     |      |
| 2     | Defensa        | Sebastián Madrid |      |
| 3     | Defensa        | Antonio Martínez |      |
| 4     | Defensa        | Jair Cerda       |      |
| 5     | Defensa        | Daniel Barajas   |      |
| 19    | Defensa        | Oscar Arredondo  |      |
| 10    | Centrocampista | Joel Gómez       | 89'  |
| 11    | Centrocampista | Jocsan Landa     | 105' |
| 14    | Centrocampista | Edson Padilla    |      |
| 27    | Centrocampista | Cristóbal Méndez | 78'  |
| 9     | Delantero      | David García     |      |
| D. T. | D. T.          | Marco Angulo     |      |

| 1     | Guardameta     | Gerardo Magaña     |     |
| 2     | Defensa        | Jorge Gaytán       | 89' |
| 5     | Defensa        | Víctor Reyes       | 89' |
| 14    | Defensa        | Luis Galicia       |     |
| 20    | Defensa        | Manlio Rivera      | 73' |
| 17    | Centrocampista | Ignacio Morales    | 73' |
| 22    | Centrocampista | Diego Magaña       |     |
| 35    | Centrocampista | Jassiel Ruiz       |     |
| 36    | Centrocampista | Alan Pérez         |     |
| 15    | Delantero      | Juan Román Pucheta |     |
| 32    | Delantero      | Iván Hernández     | 57' |
| D. T. | D. T.          | Víctor Medina      |     |

| 7  | Centrocampista | Jovanni Huerta    | 78'  |
| 13 | Defensa        | Alberto Rodríguez | 89'  |
| 20 | Centrocampista | Prince Rodríguez  | 105' |

| 19 | Centrocampista | César Santana   | 57' |
| 10 | Centrocampista | Edwin Cerna     | 73' |
| 21 | Centrocampista | Jesús Jiménez   | 73' |
| 23 | Defensa        | Edgar Hernández | 89' |
| 11 | Delantero      | Jorge Lumbreras | 89' |

| 86' | David García | 1:0 |

| 90' | Luis Galicia | 1:1 |

| Acierto de penal · Acierto de penal · Acierto de penal · Acierto de penal · Acierto de penal | David García Antonio Martínez Alberto Rodríguez Oscar Arredondo Jovanni Huerta | 1:0 2:1 3:2 4:3 5:3 |

| Acierto de penal · Acierto de penal · Acierto de penal · Fallo de penal | Jassiel Ruiz Juan Román Pucheta Edwin Cerna César Santana | 1:1 2:2 3:3 4:3 |

| 56' · 87' | David García Jocsan Landa |

| 25' · 47' · 98' · 104' | Jassiel Ruiz Víctor Reyes Alan Pérez Jesús Jiménez |

| 90' | Jair Cerda |

| Principal  | Fernando Alexis Portillo Botello |
| Asistentes | Jorge Abel Quintero Molina       |
|            | José Guadalupe Gaspar Badillo    |
| Cuarto     | Brian Jair Jiménez Morales       |

| 1     | Guardameta     | Jaime Patiño     |      |
| 2     | Defensa        | Sebastián Madrid |      |
| 3     | Defensa        | Antonio Martínez |      |
| 4     | Defensa        | Jair Cerda       |      |
| 5     | Defensa        | Daniel Barajas   |      |
| 19    | Defensa        | Oscar Arredondo  |      |
| 10    | Centrocampista | Joel Gómez       | 89'  |
| 11    | Centrocampista | Jocsan Landa     | 105' |
| 14    | Centrocampista | Edson Padilla    |      |
| 27    | Centrocampista | Cristóbal Méndez | 78'  |
| 9     | Delantero      | David García     |      |
| D. T. | D. T.          | Marco Angulo     |      |

| 1     | Guardameta     | Gerardo Magaña     |     |
| 2     | Defensa        | Jorge Gaytán       | 89' |
| 5     | Defensa        | Víctor Reyes       | 89' |
| 14    | Defensa        | Luis Galicia       |     |
| 20    | Defensa        | Manlio Rivera      | 73' |
| 17    | Centrocampista | Ignacio Morales    | 73' |
| 22    | Centrocampista | Diego Magaña       |     |
| 35    | Centrocampista | Jassiel Ruiz       |     |
| 36    | Centrocampista | Alan Pérez         |     |
| 15    | Delantero      | Juan Román Pucheta |     |
| 32    | Delantero      | Iván Hernández     | 57' |
| D. T. | D. T.          | Víctor Medina      |     |

| 7  | Centrocampista | Jovanni Huerta    | 78'  |
| 13 | Defensa        | Alberto Rodríguez | 89'  |
| 20 | Centrocampista | Prince Rodríguez  | 105' |

| 19 | Centrocampista | César Santana   | 57' |
| 10 | Centrocampista | Edwin Cerna     | 73' |
| 21 | Centrocampista | Jesús Jiménez   | 73' |
| 23 | Defensa        | Edgar Hernández | 89' |
| 11 | Delantero      | Jorge Lumbreras | 89' |

| 86' | David García | 1:0 |

| 90' | Luis Galicia | 1:1 |

| Acierto de penal · Acierto de penal · Acierto de penal · Acierto de penal · Acierto de penal | David García Antonio Martínez Alberto Rodríguez Oscar Arredondo Jovanni Huerta | 1:0 2:1 3:2 4:3 5:3 |

| Acierto de penal · Acierto de penal · Acierto de penal · Fallo de penal | Jassiel Ruiz Juan Román Pucheta Edwin Cerna César Santana | 1:1 2:2 3:3 4:3 |

| 56' · 87' | David García Jocsan Landa |

| 25' · 47' · 98' · 104' | Jassiel Ruiz Víctor Reyes Alan Pérez Jesús Jiménez |

| 90' | Jair Cerda |

| Principal  | Fernando Alexis Portillo Botello |
| Asistentes | Jorge Abel Quintero Molina       |
|            | José Guadalupe Gaspar Badillo    |
| Cuarto     | Brian Jair Jiménez Morales       |

| Campeón Temporada 2024-25 |
| ------------------------- |
|                           |
| Aguacateros de Peribán    |
| 1º Título                 |

## Final por el ascenso a la Serie A de México
La Final de Ascenso, también llamada Campeón de Campeones de la Serie B, debía llevarse a cabo en dos encuentros, en una serie a partido de ida y un partido de vuelta que enfrentaría a los campeones de los torneos Apertura 2024 y Clausura 2025. 
El Santiago Fútbol Club ganó los dos torneos de la temporada por lo que no fue necesario llevar a cabo la serie final de temporada de la Liga Premier Serie B.
| Campeón Temporada 2024-25 |
| ------------------------- |
|                           |
| Santiago F.C.             |
| 1º Título                 |

## Final de temporada de Filiales
La Final de temporada de Filiales, también llamada Campeón de Campeones de Filiales, implementada por primera ocasión en esta temporada, se llevará a cabo en dos encuentros, un partido de ida y un partido de vuelta, tomando como base para la localía la tabla general de cocientes de la temporada. El ganador conseguirá el trofeo de reconocimiento como el mejor equipo filial de la temporada.

### Final - Ida
| 84    | Guardameta     | Miguel Martínez   |     |
| 28    | Defensa        | Marco López       |     |
| 91    | Defensa        | Mario Sarmiento   |     |
| 102   | Defensa        | Leonardo Dávila   |     |
| 106   | Defensa        | Servando Aguilar  |     |
| 20    | Centrocampista | Joaquín Estopier  |     |
| 30    | Centrocampista | Alexis Villarreal | 22' |
| 93    | Centrocampista | Luis Hernández    |     |
| 109   | Centrocampista | Alexis Macías     | 82' |
| 34    | Delantero      | Heber Velázquez   | 73' |
| 85    | Delantero      | Gianni Rubli      | 22' |
| D. T. | D. T.          | Jorge Dimas       |     |

| 113   | Guardameta     | Bryan González    |     |
| 91    | Defensa        | Emmanuel Villa    | 89' |
| 103   | Defensa        | Kevin Pérez       |     |
| 106   | Defensa        | Cristopher Molina |     |
| 81    | Centrocampista | José Pahua        |     |
| 88    | Centrocampista | Joseph Zepeda     |     |
| 89    | Centrocampista | Alejandro Anzar   | 73' |
| 100   | Centrocampista | Francisco Vivas   |     |
| 111   | Centrocampista | Luis Sandoval     |     |
| 112   | Centrocampista | Daniel Martínez   | 73' |
| 116   | Delantero      | Manuel Guzmán     |     |
| D. T. | D. T.          | Edgar Tolentino   |     |

| 88  | Centrocampista | Alan Aguilar      | 22' |
| 101 | Centrocampista | Danilo Rincón 82' | 22' |
| 104 | Defensa        | Rafael Arce       | 73' |
| 90  | Centrocampista | Juan Eguía        | 82' |
| 94  | Centrocampista | Emilio López      | 82' |

| 98 | Delantero | Jesús Silva  | 73' |
| 93 | Defensa   | Gael Moreno  | 73' |
| 84 | Defensa   | Raúl Fuentes | 89' |

| 61' | Joaquín Estopier | 1:0 |

| 90' | Juan Eguía |

| 43' | Alejandro Anzar |

| Principal  | Mauricio Rodríguez Martínez    |
| Asistentes | Uriel Daniel Vázquez Rodríguez |
|            | Jesús Valdes López             |
| Cuarto     | Jairo Jovani Sosa Martínez     |

| 84    | Guardameta     | Miguel Martínez   |     |
| 28    | Defensa        | Marco López       |     |
| 91    | Defensa        | Mario Sarmiento   |     |
| 102   | Defensa        | Leonardo Dávila   |     |
| 106   | Defensa        | Servando Aguilar  |     |
| 20    | Centrocampista | Joaquín Estopier  |     |
| 30    | Centrocampista | Alexis Villarreal | 22' |
| 93    | Centrocampista | Luis Hernández    |     |
| 109   | Centrocampista | Alexis Macías     | 82' |
| 34    | Delantero      | Heber Velázquez   | 73' |
| 85    | Delantero      | Gianni Rubli      | 22' |
| D. T. | D. T.          | Jorge Dimas       |     |

| 113   | Guardameta     | Bryan González    |     |
| 91    | Defensa        | Emmanuel Villa    | 89' |
| 103   | Defensa        | Kevin Pérez       |     |
| 106   | Defensa        | Cristopher Molina |     |
| 81    | Centrocampista | José Pahua        |     |
| 88    | Centrocampista | Joseph Zepeda     |     |
| 89    | Centrocampista | Alejandro Anzar   | 73' |
| 100   | Centrocampista | Francisco Vivas   |     |
| 111   | Centrocampista | Luis Sandoval     |     |
| 112   | Centrocampista | Daniel Martínez   | 73' |
| 116   | Delantero      | Manuel Guzmán     |     |
| D. T. | D. T.          | Edgar Tolentino   |     |

| 88  | Centrocampista | Alan Aguilar      | 22' |
| 101 | Centrocampista | Danilo Rincón 82' | 22' |
| 104 | Defensa        | Rafael Arce       | 73' |
| 90  | Centrocampista | Juan Eguía        | 82' |
| 94  | Centrocampista | Emilio López      | 82' |

| 98 | Delantero | Jesús Silva  | 73' |
| 93 | Defensa   | Gael Moreno  | 73' |
| 84 | Defensa   | Raúl Fuentes | 89' |

| 61' | Joaquín Estopier | 1:0 |

| 90' | Juan Eguía |

| 43' | Alejandro Anzar |

| Principal  | Mauricio Rodríguez Martínez    |
| Asistentes | Uriel Daniel Vázquez Rodríguez |
|            | Jesús Valdes López             |
| Cuarto     | Jairo Jovani Sosa Martínez     |

| 84    | Guardameta     | Miguel Martínez   |     |
| 28    | Defensa        | Marco López       |     |
| 91    | Defensa        | Mario Sarmiento   |     |
| 102   | Defensa        | Leonardo Dávila   |     |
| 106   | Defensa        | Servando Aguilar  |     |
| 20    | Centrocampista | Joaquín Estopier  |     |
| 30    | Centrocampista | Alexis Villarreal | 22' |
| 93    | Centrocampista | Luis Hernández    |     |
| 109   | Centrocampista | Alexis Macías     | 82' |
| 34    | Delantero      | Heber Velázquez   | 73' |
| 85    | Delantero      | Gianni Rubli      | 22' |
| D. T. | D. T.          | Jorge Dimas       |     |

| 113   | Guardameta     | Bryan González    |     |
| 91    | Defensa        | Emmanuel Villa    | 89' |
| 103   | Defensa        | Kevin Pérez       |     |
| 106   | Defensa        | Cristopher Molina |     |
| 81    | Centrocampista | José Pahua        |     |
| 88    | Centrocampista | Joseph Zepeda     |     |
| 89    | Centrocampista | Alejandro Anzar   | 73' |
| 100   | Centrocampista | Francisco Vivas   |     |
| 111   | Centrocampista | Luis Sandoval     |     |
| 112   | Centrocampista | Daniel Martínez   | 73' |
| 116   | Delantero      | Manuel Guzmán     |     |
| D. T. | D. T.          | Edgar Tolentino   |     |

| 88  | Centrocampista | Alan Aguilar      | 22' |
| 101 | Centrocampista | Danilo Rincón 82' | 22' |
| 104 | Defensa        | Rafael Arce       | 73' |
| 90  | Centrocampista | Juan Eguía        | 82' |
| 94  | Centrocampista | Emilio López      | 82' |

| 98 | Delantero | Jesús Silva  | 73' |
| 93 | Defensa   | Gael Moreno  | 73' |
| 84 | Defensa   | Raúl Fuentes | 89' |

| 61' | Joaquín Estopier | 1:0 |

| 90' | Juan Eguía |

| 43' | Alejandro Anzar |

| Principal  | Mauricio Rodríguez Martínez    |
| Asistentes | Uriel Daniel Vázquez Rodríguez |
|            | Jesús Valdes López             |
| Cuarto     | Jairo Jovani Sosa Martínez     |

| 84    | Guardameta     | Miguel Martínez   |     |
| 28    | Defensa        | Marco López       |     |
| 91    | Defensa        | Mario Sarmiento   |     |
| 102   | Defensa        | Leonardo Dávila   |     |
| 106   | Defensa        | Servando Aguilar  |     |
| 20    | Centrocampista | Joaquín Estopier  |     |
| 30    | Centrocampista | Alexis Villarreal | 22' |
| 93    | Centrocampista | Luis Hernández    |     |
| 109   | Centrocampista | Alexis Macías     | 82' |
| 34    | Delantero      | Heber Velázquez   | 73' |
| 85    | Delantero      | Gianni Rubli      | 22' |
| D. T. | D. T.          | Jorge Dimas       |     |

| 113   | Guardameta     | Bryan González    |     |
| 91    | Defensa        | Emmanuel Villa    | 89' |
| 103   | Defensa        | Kevin Pérez       |     |
| 106   | Defensa        | Cristopher Molina |     |
| 81    | Centrocampista | José Pahua        |     |
| 88    | Centrocampista | Joseph Zepeda     |     |
| 89    | Centrocampista | Alejandro Anzar   | 73' |
| 100   | Centrocampista | Francisco Vivas   |     |
| 111   | Centrocampista | Luis Sandoval     |     |
| 112   | Centrocampista | Daniel Martínez   | 73' |
| 116   | Delantero      | Manuel Guzmán     |     |
| D. T. | D. T.          | Edgar Tolentino   |     |

| 88  | Centrocampista | Alan Aguilar      | 22' |
| 101 | Centrocampista | Danilo Rincón 82' | 22' |
| 104 | Defensa        | Rafael Arce       | 73' |
| 90  | Centrocampista | Juan Eguía        | 82' |
| 94  | Centrocampista | Emilio López      | 82' |

| 98 | Delantero | Jesús Silva  | 73' |
| 93 | Defensa   | Gael Moreno  | 73' |
| 84 | Defensa   | Raúl Fuentes | 89' |

| 61' | Joaquín Estopier | 1:0 |

| 90' | Juan Eguía |

| 43' | Alejandro Anzar |

| Principal  | Mauricio Rodríguez Martínez    |
| Asistentes | Uriel Daniel Vázquez Rodríguez |
|            | Jesús Valdes López             |
| Cuarto     | Jairo Jovani Sosa Martínez     |

### Final - Vuelta
| 113   | Guardameta     | Bryan González    | 100' |
| 91    | Defensa        | Emmanuel Villa    |      |
| 103   | Defensa        | Kevin Pérez       |      |
| 106   | Defensa        | Cristopher Molina |      |
| 81    | Centrocampista | José Pahua        |      |
| 87    | Centrocampista | Kevin Arias       | 48'  |
| 88    | Centrocampista | Joseph Zepeda     |      |
| 89    | Centrocampista | Alejandro Anzar   |      |
| 100   | Centrocampista | Francisco Vivas   | 108' |
| 111   | Centrocampista | Luis Sandoval     |      |
| 116   | Delantero      | Manuel Guzmán     | 86'  |
| D. T. | D. T.          | Edgar Tolentino   |      |

| 84    | Guardameta     | Miguel Martínez  |     |
| 28    | Defensa        | Marco López      |     |
| 91    | Defensa        | Mario Sarmiento  | 86' |
| 102   | Defensa        | Leonardo Dávila  |     |
| 104   | Defensa        | Rafael Arce      | 63' |
| 106   | Defensa        | Servando Aguilar |     |
| 20    | Centrocampista | Joaquín Estopier |     |
| 88    | Centrocampista | Alan Aguilar     | 45' |
| 93    | Centrocampista | Luis Hernández   |     |
| 109   | Centrocampista | Alexis Macías    | 63' |
| 34    | Delantero      | Heber Velázquez  | 63' |
| D. T. | D. T.          | Jorge Dimas      |     |

| 93  | Defensa    | Gael Moreno       | 48'  |
| 98  | Delantero  | Jesús Silva       | 86'  |
| 130 | Guardameta | Leonardo González | 100' |
| 84  | Defensa    | Raúl Fuentes      | 108' |

| 30 | Centrocampista | Alexis Villarreal | 45' |
| 85 | Delantero      | Gianni Rubli 90'  | 63' |
| 90 | Centrocampista | Juan Eguía        | 63' |
| 86 | Delantero      | Diego Barrón      | 63' |
| 97 | Defensa        | Julio Flores      | 86' |
| 94 | Centrocampista | Emilio López      | 90' |

| 8' · 76' | José Pahua Luis Sandoval | 1:0 2:0 |

| 90' · 103' | Juan Eguía Joaquín Estopier | 2:1 2:2 |

| 71' · 91' · 119' | José Pahua Luis Sandoval Cristopher Molina |

| 38' · 69' · 73' · 87' · 107' · 108' · 119' | Alan Aguilar Marco López Mario Sarmiento Diego Barrón Juan Eguía Gianni Rubli Alexis Villarreal |

| 77' | José Pahua |

| Principal  | Carlos Zohet Martínez Vega    |
| Asistentes | José Luis Medina Oliveros     |
|            | Eder Sebastián López Sánchez  |
| Cuarto     | Marco Claudio Rodríguez Deras |

| 113   | Guardameta     | Bryan González    | 100' |
| 91    | Defensa        | Emmanuel Villa    |      |
| 103   | Defensa        | Kevin Pérez       |      |
| 106   | Defensa        | Cristopher Molina |      |
| 81    | Centrocampista | José Pahua        |      |
| 87    | Centrocampista | Kevin Arias       | 48'  |
| 88    | Centrocampista | Joseph Zepeda     |      |
| 89    | Centrocampista | Alejandro Anzar   |      |
| 100   | Centrocampista | Francisco Vivas   | 108' |
| 111   | Centrocampista | Luis Sandoval     |      |
| 116   | Delantero      | Manuel Guzmán     | 86'  |
| D. T. | D. T.          | Edgar Tolentino   |      |

| 84    | Guardameta     | Miguel Martínez  |     |
| 28    | Defensa        | Marco López      |     |
| 91    | Defensa        | Mario Sarmiento  | 86' |
| 102   | Defensa        | Leonardo Dávila  |     |
| 104   | Defensa        | Rafael Arce      | 63' |
| 106   | Defensa        | Servando Aguilar |     |
| 20    | Centrocampista | Joaquín Estopier |     |
| 88    | Centrocampista | Alan Aguilar     | 45' |
| 93    | Centrocampista | Luis Hernández   |     |
| 109   | Centrocampista | Alexis Macías    | 63' |
| 34    | Delantero      | Heber Velázquez  | 63' |
| D. T. | D. T.          | Jorge Dimas      |     |

| 93  | Defensa    | Gael Moreno       | 48'  |
| 98  | Delantero  | Jesús Silva       | 86'  |
| 130 | Guardameta | Leonardo González | 100' |
| 84  | Defensa    | Raúl Fuentes      | 108' |

| 30 | Centrocampista | Alexis Villarreal | 45' |
| 85 | Delantero      | Gianni Rubli 90'  | 63' |
| 90 | Centrocampista | Juan Eguía        | 63' |
| 86 | Delantero      | Diego Barrón      | 63' |
| 97 | Defensa        | Julio Flores      | 86' |
| 94 | Centrocampista | Emilio López      | 90' |

| 8' · 76' | José Pahua Luis Sandoval | 1:0 2:0 |

| 90' · 103' | Juan Eguía Joaquín Estopier | 2:1 2:2 |

| 71' · 91' · 119' | José Pahua Luis Sandoval Cristopher Molina |

| 38' · 69' · 73' · 87' · 107' · 108' · 119' | Alan Aguilar Marco López Mario Sarmiento Diego Barrón Juan Eguía Gianni Rubli Alexis Villarreal |

| 77' | José Pahua |

| Principal  | Carlos Zohet Martínez Vega    |
| Asistentes | José Luis Medina Oliveros     |
|            | Eder Sebastián López Sánchez  |
| Cuarto     | Marco Claudio Rodríguez Deras |

| 113   | Guardameta     | Bryan González    | 100' |
| 91    | Defensa        | Emmanuel Villa    |      |
| 103   | Defensa        | Kevin Pérez       |      |
| 106   | Defensa        | Cristopher Molina |      |
| 81    | Centrocampista | José Pahua        |      |
| 87    | Centrocampista | Kevin Arias       | 48'  |
| 88    | Centrocampista | Joseph Zepeda     |      |
| 89    | Centrocampista | Alejandro Anzar   |      |
| 100   | Centrocampista | Francisco Vivas   | 108' |
| 111   | Centrocampista | Luis Sandoval     |      |
| 116   | Delantero      | Manuel Guzmán     | 86'  |
| D. T. | D. T.          | Edgar Tolentino   |      |

| 84    | Guardameta     | Miguel Martínez  |     |
| 28    | Defensa        | Marco López      |     |
| 91    | Defensa        | Mario Sarmiento  | 86' |
| 102   | Defensa        | Leonardo Dávila  |     |
| 104   | Defensa        | Rafael Arce      | 63' |
| 106   | Defensa        | Servando Aguilar |     |
| 20    | Centrocampista | Joaquín Estopier |     |
| 88    | Centrocampista | Alan Aguilar     | 45' |
| 93    | Centrocampista | Luis Hernández   |     |
| 109   | Centrocampista | Alexis Macías    | 63' |
| 34    | Delantero      | Heber Velázquez  | 63' |
| D. T. | D. T.          | Jorge Dimas      |     |

| 93  | Defensa    | Gael Moreno       | 48'  |
| 98  | Delantero  | Jesús Silva       | 86'  |
| 130 | Guardameta | Leonardo González | 100' |
| 84  | Defensa    | Raúl Fuentes      | 108' |

| 30 | Centrocampista | Alexis Villarreal | 45' |
| 85 | Delantero      | Gianni Rubli 90'  | 63' |
| 90 | Centrocampista | Juan Eguía        | 63' |
| 86 | Delantero      | Diego Barrón      | 63' |
| 97 | Defensa        | Julio Flores      | 86' |
| 94 | Centrocampista | Emilio López      | 90' |

| 8' · 76' | José Pahua Luis Sandoval | 1:0 2:0 |

| 90' · 103' | Juan Eguía Joaquín Estopier | 2:1 2:2 |

| 71' · 91' · 119' | José Pahua Luis Sandoval Cristopher Molina |

| 38' · 69' · 73' · 87' · 107' · 108' · 119' | Alan Aguilar Marco López Mario Sarmiento Diego Barrón Juan Eguía Gianni Rubli Alexis Villarreal |

| 77' | José Pahua |

| Principal  | Carlos Zohet Martínez Vega    |
| Asistentes | José Luis Medina Oliveros     |
|            | Eder Sebastián López Sánchez  |
| Cuarto     | Marco Claudio Rodríguez Deras |

| 113   | Guardameta     | Bryan González    | 100' |
| 91    | Defensa        | Emmanuel Villa    |      |
| 103   | Defensa        | Kevin Pérez       |      |
| 106   | Defensa        | Cristopher Molina |      |
| 81    | Centrocampista | José Pahua        |      |
| 87    | Centrocampista | Kevin Arias       | 48'  |
| 88    | Centrocampista | Joseph Zepeda     |      |
| 89    | Centrocampista | Alejandro Anzar   |      |
| 100   | Centrocampista | Francisco Vivas   | 108' |
| 111   | Centrocampista | Luis Sandoval     |      |
| 116   | Delantero      | Manuel Guzmán     | 86'  |
| D. T. | D. T.          | Edgar Tolentino   |      |

| 84    | Guardameta     | Miguel Martínez  |     |
| 28    | Defensa        | Marco López      |     |
| 91    | Defensa        | Mario Sarmiento  | 86' |
| 102   | Defensa        | Leonardo Dávila  |     |
| 104   | Defensa        | Rafael Arce      | 63' |
| 106   | Defensa        | Servando Aguilar |     |
| 20    | Centrocampista | Joaquín Estopier |     |
| 88    | Centrocampista | Alan Aguilar     | 45' |
| 93    | Centrocampista | Luis Hernández   |     |
| 109   | Centrocampista | Alexis Macías    | 63' |
| 34    | Delantero      | Heber Velázquez  | 63' |
| D. T. | D. T.          | Jorge Dimas      |     |

| 93  | Defensa    | Gael Moreno       | 48'  |
| 98  | Delantero  | Jesús Silva       | 86'  |
| 130 | Guardameta | Leonardo González | 100' |
| 84  | Defensa    | Raúl Fuentes      | 108' |

| 30 | Centrocampista | Alexis Villarreal | 45' |
| 85 | Delantero      | Gianni Rubli 90'  | 63' |
| 90 | Centrocampista | Juan Eguía        | 63' |
| 86 | Delantero      | Diego Barrón      | 63' |
| 97 | Defensa        | Julio Flores      | 86' |
| 94 | Centrocampista | Emilio López      | 90' |

| 8' · 76' | José Pahua Luis Sandoval | 1:0 2:0 |

| 90' · 103' | Juan Eguía Joaquín Estopier | 2:1 2:2 |

| 71' · 91' · 119' | José Pahua Luis Sandoval Cristopher Molina |

| 38' · 69' · 73' · 87' · 107' · 108' · 119' | Alan Aguilar Marco López Mario Sarmiento Diego Barrón Juan Eguía Gianni Rubli Alexis Villarreal |

| 77' | José Pahua |

| Principal  | Carlos Zohet Martínez Vega    |
| Asistentes | José Luis Medina Oliveros     |
|            | Eder Sebastián López Sánchez  |
| Cuarto     | Marco Claudio Rodríguez Deras |

| Campeón Temporada 2024-25 (Filiales) |
| ------------------------------------ |
|                                      |
| UAT                                  |
| 1º Título                            |